# Stillingia linearifolia
Stillingia linearifolia är en törelväxtart som beskrevs av Sereno Watson. Stillingia linearifolia ingår i släktet Stillingia och familjen törelväxter. Inga underarter finns listade i Catalogue of Life.

## Bildgalleri

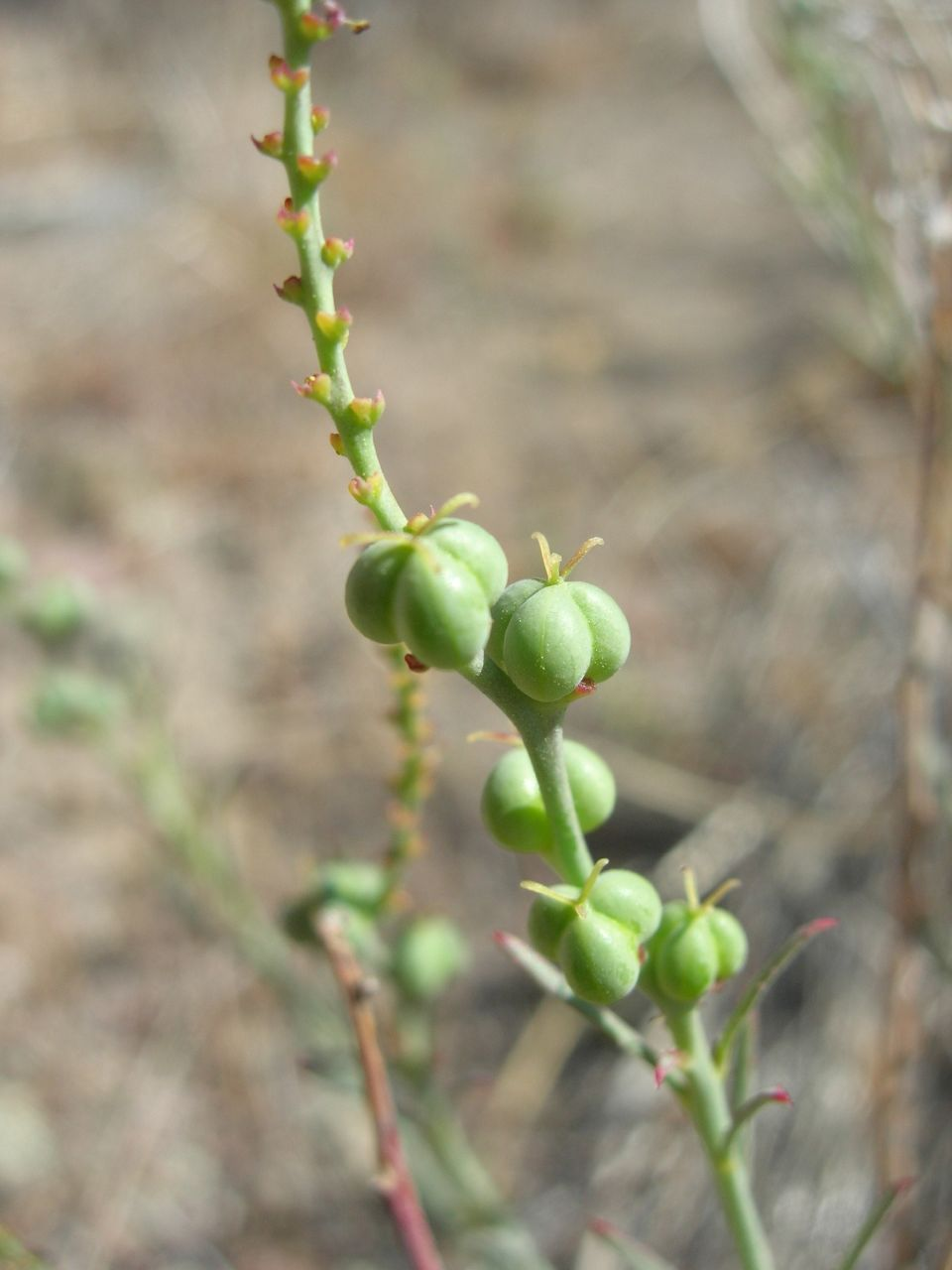